# Zénith Münich

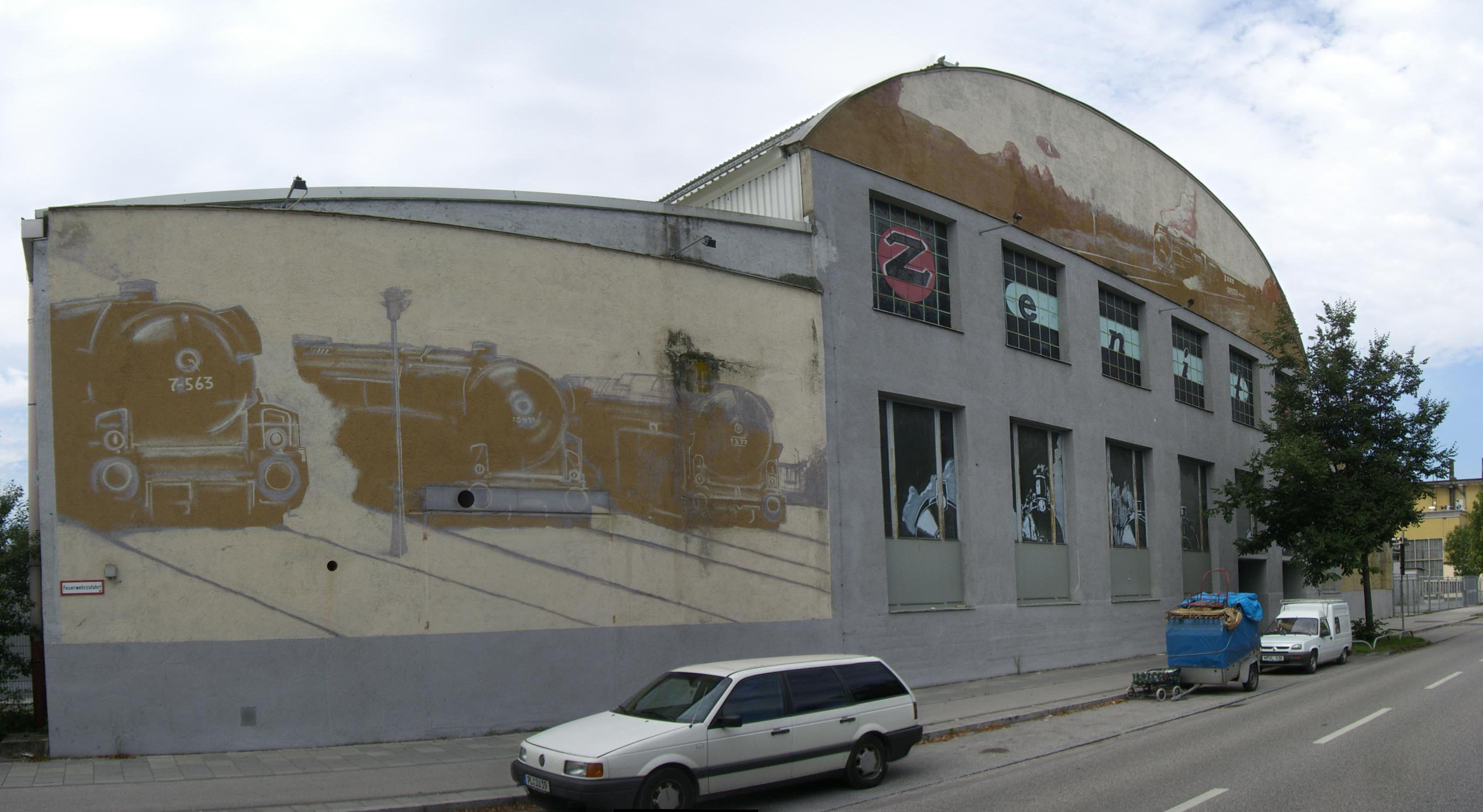
O centro cultural Zenith

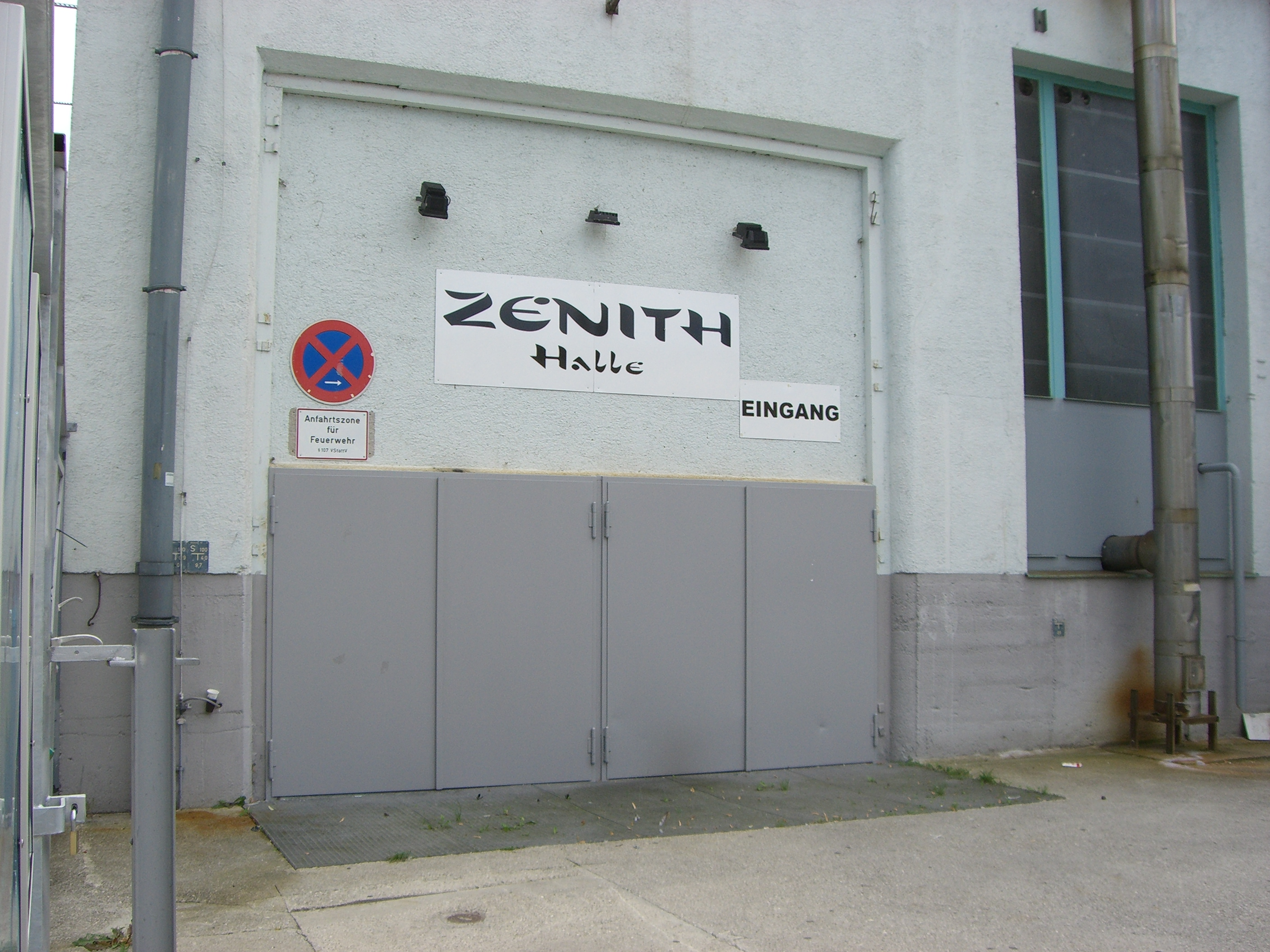
Entrada para o centro cultural Zenith cultural

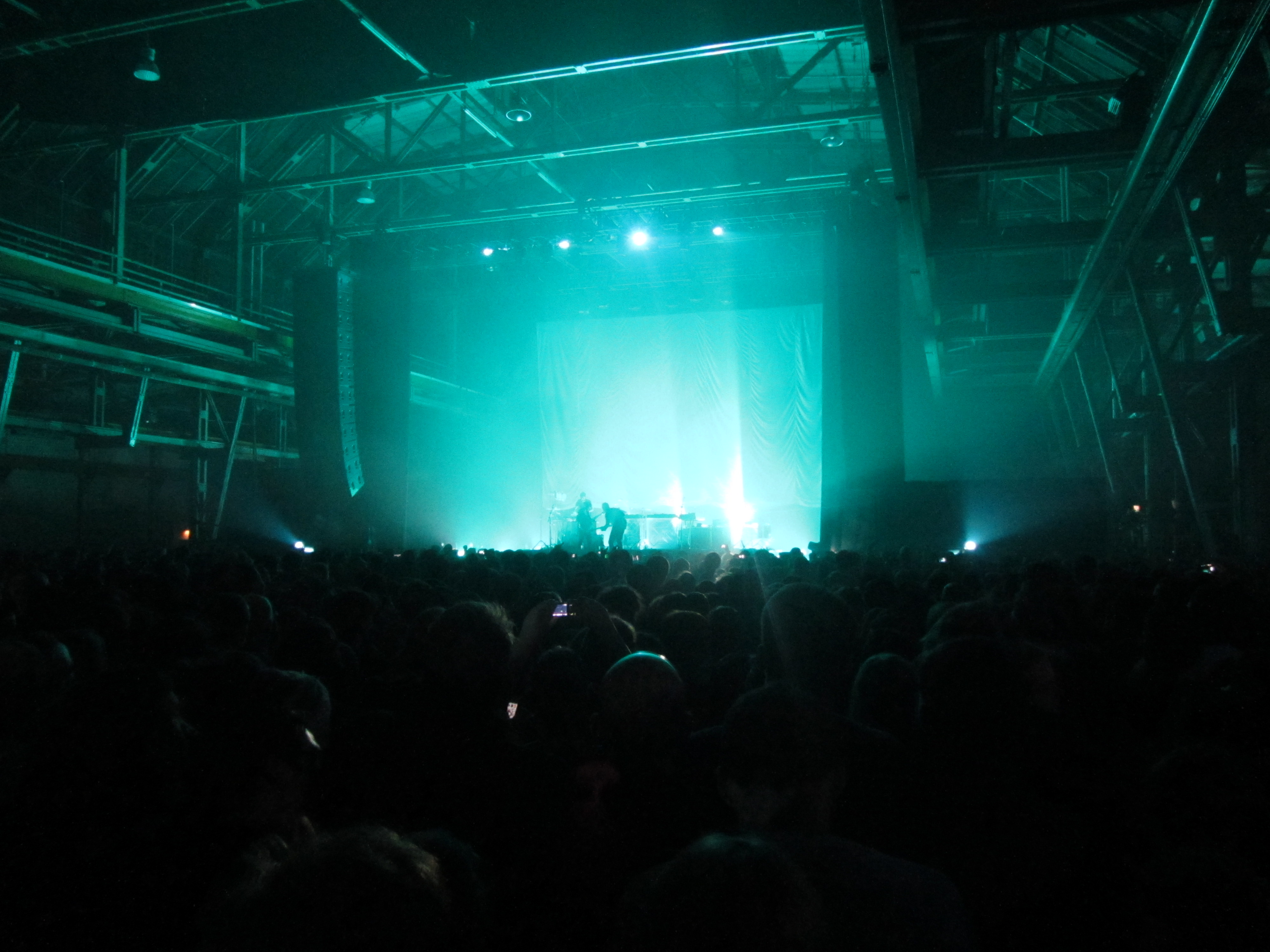

Zénith Münich é uma arena multi-uso localizado em Freimann, Munique, Alemanha. um centro de cultura e de exibições, convertido de um velho local de reparação de trens.
O centro abriga concertos, feiras, apresentações de companhias e festas. Aguenta 6000 pessoas e tem uma área de 5046 m². O palco principal tem 24×16 metros de área.

## História
O prédio tem arquitetura única. Foi construído originalmente entre 1916 e 1918 e é tombado pelo patrimônio histórico.